# Eutolype grandis
Eutolype grandis är en fjärilsart som beskrevs av Smith 1898. Eutolype grandis ingår i släktet Eutolype och familjen nattflyn. Inga underarter finns listade i Catalogue of Life.

## Bildgalleri

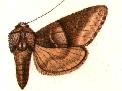